# Jeux méditerranéens de 1975
Navigation
Izmir 1971 Split 1979
Les 7e Jeux méditerranéens ont été organisés du 23 août au 6 septembre 1975 à Alger en Algérie.
Après son succès de 1971, l'Italie remporte à nouveau la première place au tableau des médailles, devant la France et la Yougoslavie, dont les performances en athlétisme (10 médailles d'or) et aux sports collectifs (4 titres sur 6) ont été remarquables.
La médaille d'or de football a été remportée par l'Algérie de Rachid Mekhloufi, menée par leur capitaine   Omar Betrouni  ,  Djamel Keddou ,  Mokhtar Kaoua  ,  Mehdi Cerbah , devant l'équipe de France où brillaient Jean Fernandez, Omar Sahnoun, Castellani. 
En gymnastique, le Français Henri Boerio (4 médailles d'or et 1 d'argent) et les Italiennes Stefania Bucci et Rita Pieri ont dominé les compétitions.
En haltérophilie, l'augmentation du nombre de médailles (3 pour chaque poids) a permis à 5 participants de réaliser le triplé : Mustapha Abdelhalim (Égypte), Mohammad Tarabolsi (Liban), Christos Iakovou (Grèce), Pierre Gourrier (France) et Roberto Vezzani (Italie).

## Organisation
Le 5 octobre 1971 à Izmir, l'assemblée générale du Comité international des Jeux méditerranéens reconduit le comité directeur présidé par le Cheikh Gabriel Gemayel (Liban) et désigne  la ville  d'Alger   Algérie pour organiser la 7éme édition des jeux méditerranéens. Alger l'emporte devant Split   Yougoslavie par 14 voix contre 11.

## Participation
2 444 athlètes de 15 nations ont participé à ces Jeux où 18 disciplines sportives ont été disputées et 499 médailles attribuées.

## Sports
- Athlétisme
- Basket-ball
- Boxe
- Cyclisme
- Escrime
- Football (en)
- Gymnastique
- Haltérophilie
- Handball
- Judo
- Lutte
- Natation (en)
- Plongeon
- Tennis
- Tir
- Voile
- Volley-ball (en)
- Water-polo (en)

## Tableau des médailles
| Rang | Délégations | Médaille d'or | Médaille d'argent | Médaille de bronze | Total |
| 1er  | Italie      | 51            | 40                | 36                 | 127   |
| 2e   | France      | 31            | 25                | 23                 | 79    |
| 3e   | Yougoslavie | 24            | 17                | 23                 | 64    |
| 4e   | Espagne     | 14            | 27                | 29                 | 70    |
| 5e   | Turquie     | 12            | 11                | 8                  | 31    |
| 6e   | Grèce       | 9             | 12                | 16                 | 37    |
| 7e   | Égypte      | 6             | 12                | 15                 | 33    |
| 8e   | Algérie     | 4             | 7                 | 9                  | 20    |
| 9e   | Syrie       | 3             | 2                 | 11                 | 16    |
| 10e  | Tunisie     | 3             | 2                 | 2                  | 7     |
| 11e  | Liban       | 3             | 0                 | 1                  | 4     |
| 12e  | Maroc       | 0             | 4                 | 4                  | 8     |
| 13e  | Libye       | 0             | 1                 | 2                  | 3     |